# Caempferolo 4'-O-metiltransferasi
La caempferolo 4'-O-metiltransferasi è un enzima appartenente alla classe delle transferasi, che catalizza la seguente reazione:
S-adenosil-L-metionina + caempferolo ⇄ S-adenosil-L-omocisteina + caempferide
L'enzima agisce sul gruppo idrossilico nella posizione 4' di alcuni flavoni, flavanoni ed isoflavoni. Il caempferolo, l'apigenina ed il caempferolo triglicoside sono substrati, come lo è la genisteina, che però reagisce più lentamente. 
Composti con un gruppo idrossilico alle posizioni 3' e 4', come la quercetina ed eriodictiolo, non sono substrati. L'enzima è simile alla apigenina 4'-O-metiltransferasi (numero EC 2.1.1.75) ed alla 3,7-dimetilquercetina 4'-O-metiltransferasi (numero EC 2.1.1.83).